# Thomas L. Bunting

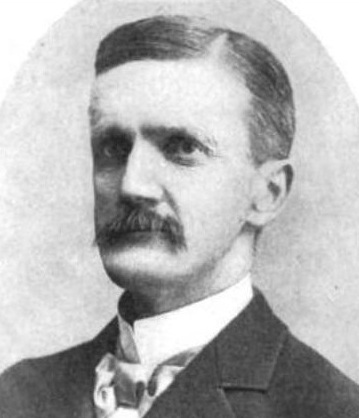
Thomas L. Bunting

Thomas Lathrop Bunting (* 24. April 1844 in Eden, Erie County, New York; † 27. Dezember 1898 in Buffalo, New York) war ein US-amerikanischer Politiker. Zwischen 1891 und 1893 vertrat er den Bundesstaat New York im US-Repräsentantenhaus.

## Werdegang
Thomas Bunting besuchte die öffentlichen Schulen seiner Heimat und das Griffith Institute in Springville. In den Wintermonaten unterrichtete er selbst als Lehrer und im Sommer setzte er seine eigene Ausbildung fort. Diese wurde zwischenzeitlich durch eine Krankheit unterbrochen. Im Jahr 1868 zog er nach Hamburg nahe Buffalo, wo er dann ein Ladengeschäft betrieb. Später stieg er in das Konservengewerbe ein. Politisch wurde er Mitglied der Demokratischen Partei.
Bei den Kongresswahlen des Jahres 1890 wurde Bunting im 33. Wahlbezirk von New York in das US-Repräsentantenhaus in Washington, D.C. gewählt, wo er am 4. März 1891 die Nachfolge von John M. Wiley antrat. Da er im Jahr 1892 auf eine weitere Kandidatur verzichtete, konnte er bis zum 3. März 1893 nur eine Legislaturperiode im Kongress absolvieren. Nach seiner Zeit im US-Repräsentantenhaus betätigte sich Bunting wieder im Konservengeschäft. Außerdem arbeitete er in der Landwirtschaft, hier vor allem bei der Milchproduktion und der Viehzucht. Er starb am 27. Dezember 1898 in Buffalo und wurde in Hamburg beigesetzt. 